# Impractical Jokers
Impractical Jokers je americká improvizační reality-show točená skrytou kamerou. Vytváří ji společnost NorthSouth Productions. Poprvé se na televizních obrazovkách objevila 15. prosince roku 2011. V pořadu účinkují známí američtí komici Brian Quinn, James Murray, Sal Vulcano a do konce roku 2021 Joe Gatto. V březnu roku 2024 bylo oznámeno, že show bude přesunuta z kanálu TruTV na kanál TBS.

## Formát
V každém díle se postupně vystřídají všichni komici v různých situacích a místech. Během toho dostávají všelijaké trapné nebo ponižující úkoly, kdo je nesplní, danou situaci prohrál. Kdo má na konci epizody nejvíce proher, dostane punishment, česky trest. Pokud by se někdo rozhodl tento trest nesplnit, musí show navždy opustit.
Pořad dostává speciální epizody, a to například Impractical Jokers: Inside Jokes, Impractical Jokers: After Party a Impractical Jokers: Dinner Party. V těchto speciálech jsou přidány například vystřižené scénky.

## Vývoj
Brian Quinn, James Murray, Sal Vulcano, a Joe Gatto v roce 1999 společně založili improvizační skupinu The Tenderloins. Na internet vydávali různé vtipné scénky. V roce 2007 vyhráli od společnosti NBC 100 000$ za amatérské vtipné video.
V roce 2008 vydali pilotní díl formátu Impractical Jokers, který byl nazván Uncomfortable. Tento díl byl odvysílán na SpikeTV. V roce 2011 se tento sen splnil a show se tak začala vysílat na TruTV. V roce 2024 byla show přesunuta na stanici TBS.
Dne 31. prosince 2021 Joe Gatto na svém instagramu oznámil, že z osobních důvodů odchází z pořadu. Byl po rozvodu a chtěl věnovat více času dětem. V roce 2024 se dali s manželkou opět dohromady. Aktéři show po jeho odchodu oznámili, že v každé epizodě se místo něj objeví některá celebrita.

## Obsazení

### Hlavní obsazení
| Jméno        | Roky působení | Poznámky                       |
| ------------ | ------------- | ------------------------------ |
| James Murray | 2011–         |                                |
| Sal Vulcano  | 2011–         |                                |
| Joe Gatto    | 2011–2021     | Opustil show z osobních důvodů |
| Brian Quinn  | 2011–         |                                |

### Hosté
| Sezona 2            | Sezona 3      | Sezona 4              | Sezona 5        | Sezona 6          | Sezona 7            | Sezona 8           | Sezona 9          | Sezona 10      | Sezona 11      |
| ------------------- | ------------- | --------------------- | --------------- | ----------------- | ------------------- | ------------------ | ----------------- | -------------- | -------------- |
| Rosie O'Donnell     | Joey Fatone   | Soren Thompson        | Joey Fatone     | Joey Fatone       | Joey Fatone         | Tristin Mays       | Jameela Jamil     | Bret Michaels  | Adam Ray       |
| Dan Reynolds        | Tommy Dreamer | Danica McKellarová    | Alex Brightman  | Tommy Dreamer     | Soren Thompson      | Yanni              | Eric André        | Paul Rudd      | Joe DeRosa     |
| Daniel Wayne Sermon | Iain Armitage | Ulambayaryn Byambajav | James Buckley   | Gary Busey        | Gary Busey          | Jay and Silent Bob | Jillian Bell      | Post Malone    | Terry Matalas  |
| Daniel Wayne Sermon | Iain Armitage | Grant Marshall        | Travis Pastrana | Bryan Johnson     | Kayla Harrisonová   | Steel Panther      | Colin Jost        | Steve Byrne    | Brooke Shields |
| Daniel Wayne Sermon | Iain Armitage | Colin White           | Travis Pastrana | Velvet Sky        | Big Jay Oakerson    | Jeff Daniels       | David Cross       | Anthony Davis  | Jax            |
| Daniel Wayne Sermon | Iain Armitage | Howie Mandel          | Travis Pastrana | Bubba Ray Dudley  | Doug McDermott      | David Jacobs       | Chris Jericho     | John Mayer     | Richard Kind   |
| Daniel Wayne Sermon | Iain Armitage | Howie Mandel          | Travis Pastrana | Colin Jost        | Enes Kanter Freedom | David Jacobs       | Brooke Shieldsová | MJF            | Colin Jost     |
| Daniel Wayne Sermon | Iain Armitage | Howie Mandel          | Travis Pastrana | Jesse Bravo       | Buddy Valastro      | David Jacobs       | Method Man        | Kesha          | Paul Scheer    |
| Daniel Wayne Sermon | Iain Armitage | Howie Mandel          | Travis Pastrana | Matthew Lewis     | Bryan Johnson       | David Jacobs       | Adam Pally        | Eddie Jackson  | Jenna Wolfe    |
| Daniel Wayne Sermon | Iain Armitage | Howie Mandel          | Travis Pastrana | Noah Syndergaard  | Harry Connick, Jr.  | David Jacobs       | Jon Gabrus        | Roy Wood Jr.   | Jess King      |
| Daniel Wayne Sermon | Iain Armitage | Howie Mandel          | Travis Pastrana | Kayla Harrisonová | Danica McKellarová  | David Jacobs       | Rob Riggle        | Paul Scheer    | Ally Love      |
| Daniel Wayne Sermon | Iain Armitage | Howie Mandel          | Travis Pastrana | Kayla Harrisonová | Mike Spano          | David Jacobs       | Rob Riggle        | Kal Penn       |                |
| Daniel Wayne Sermon | Iain Armitage | Howie Mandel          | Travis Pastrana | Kayla Harrisonová | Guy Fieri           | David Jacobs       | Rob Riggle        | Rosanna Scotto |                |
| Daniel Wayne Sermon | Iain Armitage | Howie Mandel          | Travis Pastrana | Kayla Harrisonová | Carlos Peña         | David Jacobs       | Rob Riggle        | Bruce Campbell |                |
| Daniel Wayne Sermon | Iain Armitage | Howie Mandel          | Travis Pastrana | Kayla Harrisonová | Mark DeRosa         | David Jacobs       | Rob Riggle        | Blake Anderson |                |
| Daniel Wayne Sermon | Iain Armitage | Howie Mandel          | Travis Pastrana | Kayla Harrisonová | Randy Couture       | David Jacobs       | Rob Riggle        | ALF (postava)  |                |
| Daniel Wayne Sermon | Iain Armitage | Howie Mandel          | Travis Pastrana | Kayla Harrisonová | Shawn Klush         | David Jacobs       | Rob Riggle        | ALF (postava)  |                |
| Daniel Wayne Sermon | Iain Armitage | Howie Mandel          | Travis Pastrana | Kayla Harrisonová | Tino Martinez       | David Jacobs       | Rob Riggle        | ALF (postava)  |                |
| Daniel Wayne Sermon | Iain Armitage | Howie Mandel          | Travis Pastrana | Kayla Harrisonová | David Zucker        | David Jacobs       | Rob Riggle        | ALF (postava)  |                |
| Daniel Wayne Sermon | Iain Armitage | Howie Mandel          | Travis Pastrana | Kayla Harrisonová | Michael Ian Black   | David Jacobs       | Rob Riggle        |                |                |
| Daniel Wayne Sermon | Iain Armitage | Howie Mandel          | Travis Pastrana | Kayla Harrisonová | Harvey Guillén      | David Jacobs       | Rob Riggle        |                |                |
| Daniel Wayne Sermon | Iain Armitage | Howie Mandel          | Travis Pastrana | Kayla Harrisonová | Joey Fatone         | David Jacobs       | Rob Riggle        |                |                |
| Daniel Wayne Sermon | Iain Armitage | Howie Mandel          | Travis Pastrana | Kayla Harrisonová | Matt Long           | David Jacobs       | Rob Riggle        |                |                |

## Epizody
| Sezona   | Počet epizod | Stanice   |
| -------- | ------------ | --------- |
| 1        | 16           | TruTV     |
| 2        | 28           | TruTV     |
| 3        | 31           | TruTV     |
| 4        | 26           | TruTV     |
| 5        | 26           | TruTV     |
| 6        | 26           | TruTV     |
| 7        | 26           | TruTV     |
| 8        | 26           | TruTV     |
| 9        | 26           | TruTV/TBS |
| 10       | 20           | TruTV/TBS |
| 11       | 21           | TBS       |
| Speciály | 40           | TruTV     |

## Film
Dne 21. února 2020 vyšel i film Impractical Jokers: The Movie, který byl zpracován stejně jako pořad. Režíroval ho Chris Henchy.